# Alex Mylona
Alex Mylona (griechisch Άλεξ Μυλωνά, geborene Alexandra Bogdanou; * 1920 in Athen; † 2016 ebenda) war eine griechische Bildhauerin, die für ihren multidimensionalen und experimentellen Kunststil bekannt war.

## Lebenslauf
Schon als Kind zeigte sie ein Talent für das Zeichnen und bekam ihren ersten Malunterricht im Alter von 8 Jahren. Sie studierte an der Hochschule für Bildende Künste in Athen im Künstleratelier von Michael Tombros. Im Jahr 1940 heiratete sie den Politiker Georgios Mylonas, mit dem sie zwei Töchter bekam. 1954 erhielt sie den Zweiten Panhellenischen Preis für das Denkmal für die Opfer, die von den hingerichtet wurden in Kokkinia, Piräus.
Ihr Leben wurde von der politischen Verfolgung ihres Mannes während der Diktatur geprägt, was sie nach Paris führte, wo sie die Gelegenheit hatte, ihre künstlerische Tätigkeit zu entfalten. Zu ihrem Bekanntenkreis zählten Künstler und Intellektuelle wie Nikos Hadjikyriakos-Gikas, Henry Moore, Alberto Giacometti, Osip Zadkin und Jean Arp.
Mylona repräsentierte Griechenland auf internationalen Ausstellungen wie die Venedig-Biennale, die São Paulo-Biennale und die Paris-Biennale. Sie hat außerdem mit vielen Galerien in Griechenland und im Ausland kooperiert, und ihre Werke wurden in bedeutenden Ausstellungen wie dem Salon de la Jeune Sculpture in Paris und der Montreal International Fair präsentiert. Im Jahr 2004 gründete sie aufgrund ihrer Bemühungen ein Kunstmuseum in Athen, welches ihren Namen trägt (Alex Mylona Museum). Im Jahr 2007 wurde dieses Museum in die Trägerschaft des Mazedonischen Museums für zeitgenössische Kunst in Thessaloniki überführt.
Sie starb 2016 in Athen. Ihr künstlerischer Stil umfasste das Experimentieren mit verschiedenen Medien und Materialien, wie beispielsweise Drucke, Collagen, Textilien, Malerei usw.